# Alicia Fox
Victoria Elizabeth Crawford (30 de junio de 1986, Florida, Estados Unidos) es una luchadora profesional, actriz y modelo estadounidense, actualmente conocida bajo el nombre de Vix Crow, presentándose principalmente en empresas independientes.
Crawford es reconocida por su paso en la World Wrestling Entertainment de 2006 a 2023 bajo el nombre de Alicia Fox. Bajo ese pseudónimo se coronó una vez Campeona de las Divas, siendo la única afroamericana en ostentarlo, y otro como Campeona 24/7, además de su participación en el primer "Beat the Clock" y "Triple Tag Team Match" femenino en WWE.

## Carrera

### World Wrestling Entertainment / WWE (2006–2023)

#### Territorios de desarrollo (2006–2008)
Crawford firmó con la WWE un contrato de desarrollo, siendo enviada a la Ohio Valley Wrestling, territorio de desarrollo de la WWE entonces. Debutó el 1 de julio de 2006 como el árbitro especial de una pelea entre Shelly Martínez y ODB. No fue hasta el 6 de septiembre cuando peleó por primera vez, bajo el nombre de Tori, en una battle royal de mujeres, siendo eliminada por ODB. El 20 de octubre o el 20 de noviembre, Crawford ganó el Campeonato de Mujeres de la OVW en un house show, pero su reinado no fue reconocido y lo perdió al día siguiente ante Beth Phoenix. Durante la primavera de 2007, peleó en el primer concurso para nombrar a "Miss OVW", ganando ODB, a quien Victoria ayudó durante el concurso. Durante el verano, compitió en las "DivaLympics". Crawford continuó entrenándose en la OVW hasta el 21 de febrero de 2008, cuando la WWE cortó su relación con la OVW y ésta dejó de ser su territorio de desarrollo.
Tras cesar la relación con la OVW, el nuevo territorio de desarrollo de la WWE fue la Florida Championship Wrestling, donde Crawford fue mandada para mejorar. Debutó en la empresa el 25 de septiembre de 2007, donde ella y Nattie Neidhart derrotaron a The Bella Twins (Nicole y Brianna). Desde entonces, empezó a pelear regularmente en la empresa frente a luchadoras como las Bella Twins, Miss Angela, Tiffany, Roucka y Wesley Holiday. También compitió en el Queen of FCW tournament, derrotando a Jenny Cash y Tiffany para llegar a la final, pero fue derrotada por Miss Angela.

#### 2008–2009

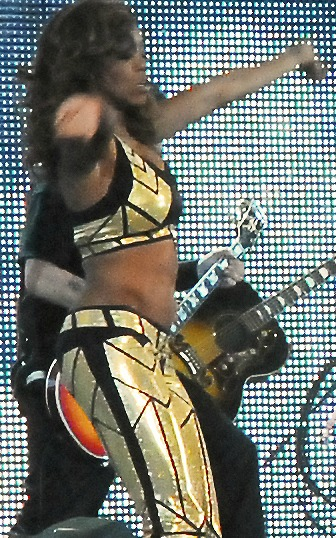
Victoria en WrestleMania 25 en 2009.

Crawford debutó el 13 de junio de 2008 en SmackDown en un segmento tras bastidores como Alicia Fox, siendo introducida por Vickie Guerrero como su encargada de planificar su boda con Edge. El 18 de julio, durante la recepción de la boda, Triple H reveló que había besado a Edge el día antes de la boda, mostrando un vídeo como prueba. Fox interfirió en The Great American Bash en la pelea por el Campeonato de la WWE entre el campeón Triple H y Edge, ayudando a Edge, pero Vickie Guerrero la detuvo. Entre la confusión, Edge le hizo una "Spear" a Guerrero. Después de que la historia acabara, fue enviada de nuevo a la FCW. Después de tres meses fuera de televisión, Fox volvió a aparecer el 18 de noviembre en la ECW, dirigiendo a DJ Gabriel, ambos como face. Su asociación con Gabriel fue explicada por la WWE, afirmando que Fox había trasladado su negocio de planificación de bodas a Inglaterra durante su pausa en la televisión, donde había conocido a Gabriel. 
Peleó por primera vez en la WWE el 6 de enero de 2009, en la ECW perdiendo frente a Katie Lea Burchill. El 13 de enero, en la ECW Gabriel y Fox derrotaron a Paul Burchill y Katie Lea Burchill en una pelea mixta por parejas, consiguiendo Fox su primera victoria.
En este año Fox perdió ante Natalya el 3 de marzo en el debut en la ECW de Natalya. Participó en la Miss WrestleMania 25 Diva Battle Royal de WrestleMania XXV, pero no logró ganar, siendo "Santina Marella" quien ganara el combate.

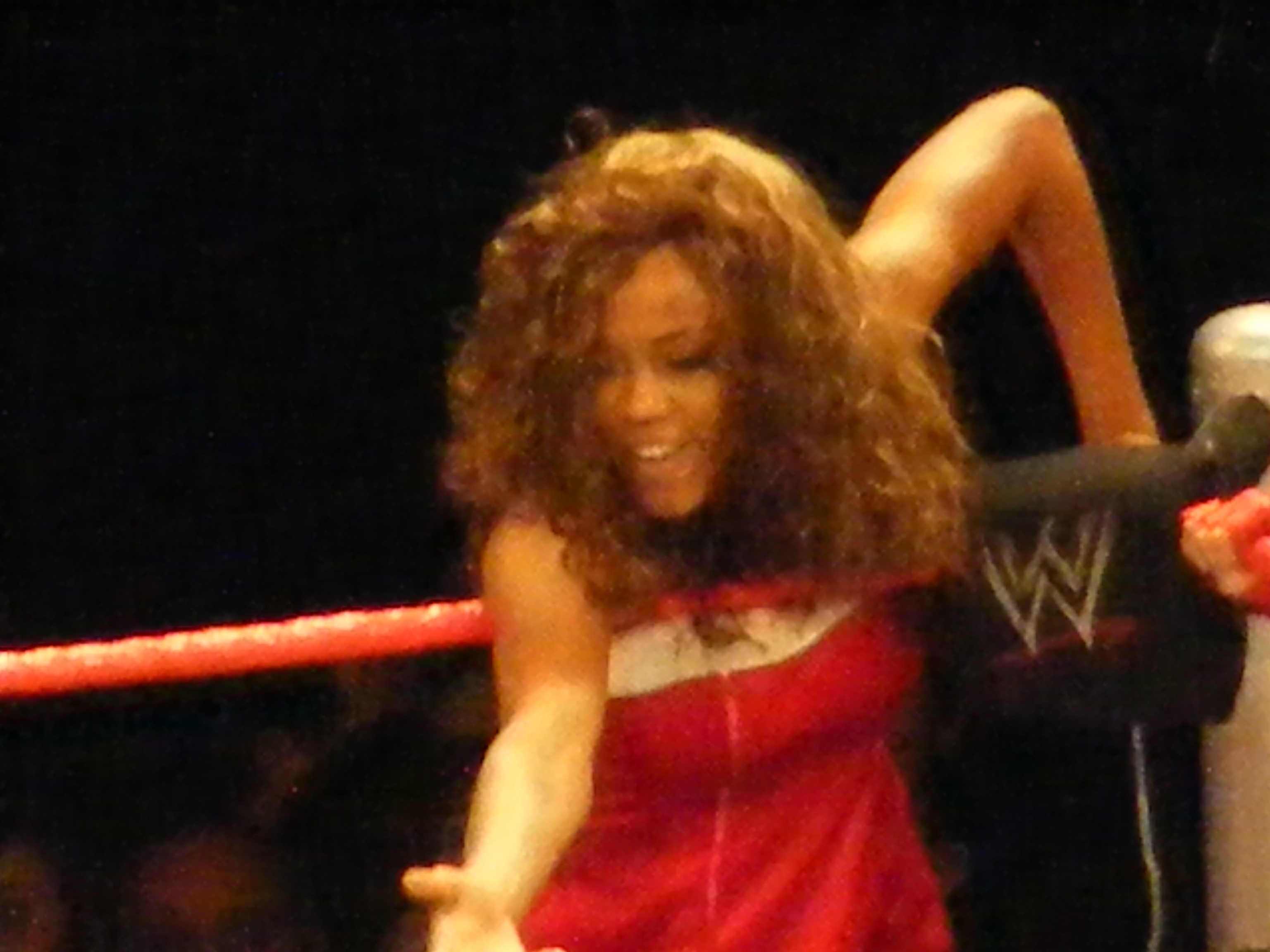
Crawford en diciembre de 2009.

El 15 de abril de 2009, Fox regresó a la marca SmackDown como parte del Supplemental Draft. Debutando en WWE Superstars haciendo equipo con Michelle McCool derrotando a Maria y Gail Kim, cambiando de face a heel. Después, se alió con Michelle McCool, y la pareja se unió en combates por parejas y se acompañaron mutuamente al ring durante su feudo con Melina. El 29 de junio de 2009, fue trasladada a RAW. El 10 de agosto participó en un Fatal-Four Way en el que se determinaría a la contendiente #1 al Campeonato de Divas de la WWE pero no logró ganar siendo la vencedora Gail Kim. En SummerSlam participó en un battle royal, pero fue eliminada. El 31 de agosto en RAW participó en un Diva Battle Royal en el que se determinaría a la contendiente #1 de Mickie James por el Campeonato de Divas de la WWE esa misma noche, pero no logró ganar siendo la vencedora Beth Phoenix. En Hell in a Cell luchó contra Mickie James por el Campeonato de Divas de la WWE, reteniendo James el campeonato. El 2 de noviembre ganó un Diva Battle Royal obteniendo otra oportunidad por el Campeonato de Divas de la WWE. El 16 de noviembre se enfrentó a Melina por el Campeonato de Divas de la WWE pero fue derrotada. En Survivor Series el Team James (Mickie James, Melina, Eve Torres, Kelly Kelly & Gail Kim) derrotó al Team McCool (Michelle McCool, Alicia Fox, Beth Phoenix, Jillian Hall & Layla).

#### 2010

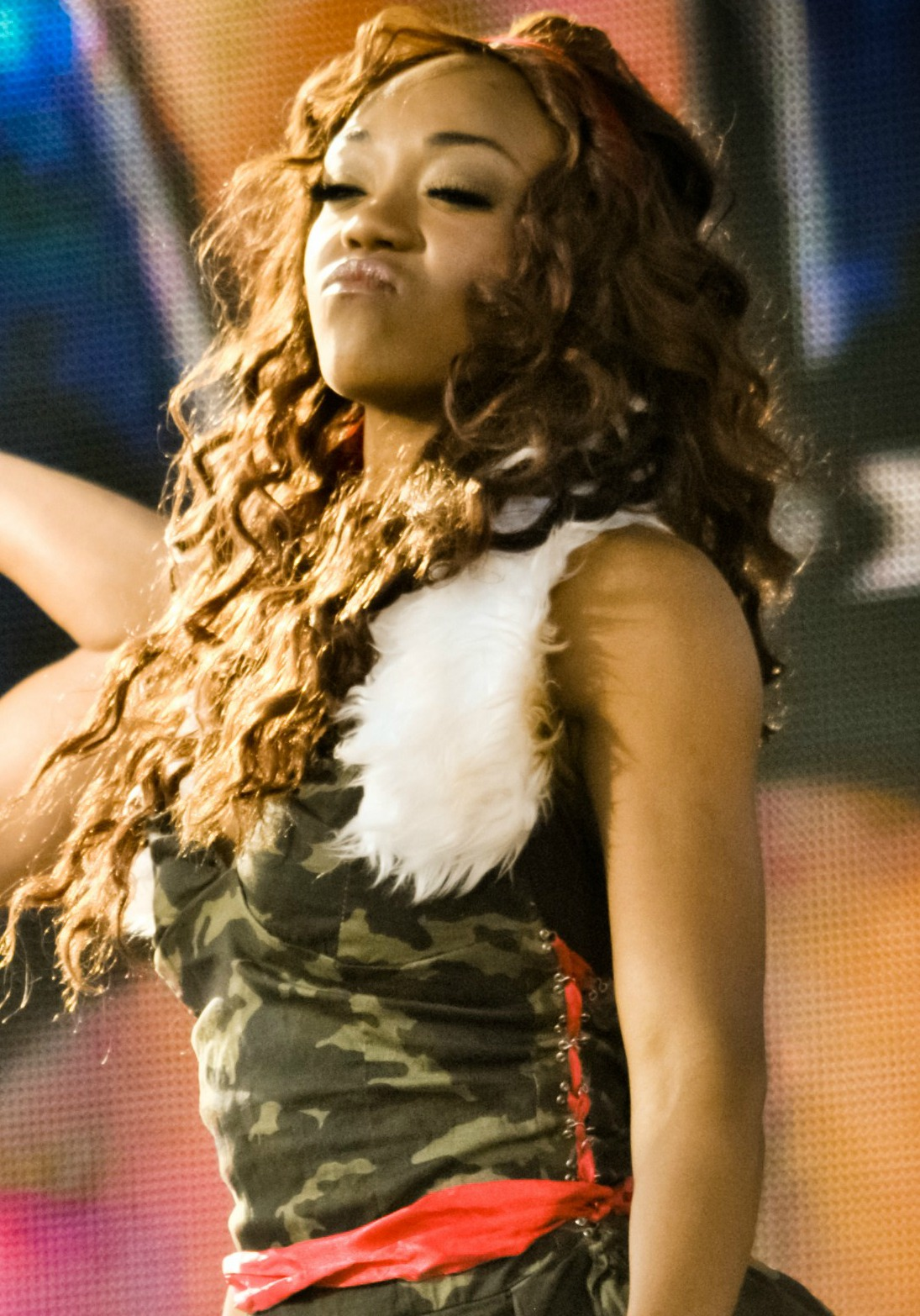
Victoria en el WWE Tribute to the Troops de 2010.

A principios del año, participó en un torneo para coronar a la nueva Campeona de Divas de la WWE. El 11 de enero en RAW derrotó a Kelly Kelly en la primera ronda, pero el 25 de enero en Raw fue derrotada en las semifinales por Gail Kim. En Royal Rumble fue derrotada junto con a Maryse, Natalya, Jillian Hall y Katie Lea Burchill por Kelly Kelly, Eve Torres y The Bella Twins. Participó en un 10 Diva Tag Team Match en Wrestlemania XXVI junto a Maryse, Layla, Michelle McCool & Vickie Guerrero derrotando al equipo de Mickie James, Kelly Kelly, Eve Torres, Gail Kim & Beth Phoenix. En el episodio del 5 de abril de Raw, estuvo involucrada en un battle royal para determinar a la contendiente #1 del Campeonato de Divas, pero no tuvo éxito, y Eve Torres ganó el combate. En mayo, comenzó una historia con Zack Ryder, luego de que ella y Gail Kim solicitaran estar en primera fila en varias ocasiones para ver sus luchas, de modo que pudiera impresionarlas y encontrar una nueva acompañante. Durante su lucha con Evan Bourne el 10 de mayo, Fox interfirió en nombre de Ryder, pero fue detenida por Gail Kim. La semana siguiente, se alió con Zack Ryder siendo derrotados por Kim y Bourne. Después del encuentro, Fox atacó a Ryder para obtener una "recompensa" del anfitrión invitado de Raw, Ashton Kutcher. En Fatal 4-Way ganó el Campeonato de Divas tras derrotar a la campeona Eve en un combate donde también participaron Maryse y Kim. Tuvo su primera defensa exitosa ante la excampeona Eve el 5 de julio en RAW. Sin embargo, la lucha la ganó por fingir una lesión, por lo que el General Mánager de RAW la obligó a luchar de nuevo en Money in the Bank, reteniendo de nuevo el título. Sin embargo, fue atacada por Melina el 2 de agosto, quien hizo su regreso de una lesión luego de estar 7 meses inactiva. Debido a esto se pactó una lucha entre ellas en SummerSlam, donde perdió el título. Tuvo su revancha ante Melina semanas después en RAW, pero fue derrotada. El 31 de agosto en NXT fue nombrada la Pro de Maxine, pero el 2 de noviembre la eliminaron, siendo la segunda eliminada de la temporada. El 13 de diciembre en Raw, participó en un battle royal para nombrar a la Diva del Año, pero fue eliminada por Natalya. El 20 de diciembre se enfrentó a Eve Torres y Melina en un triple threat match en donde la ganadora obtendría una oportunidad al Campeonato de las Divas, pero ganó esta última.

#### 2011–2012

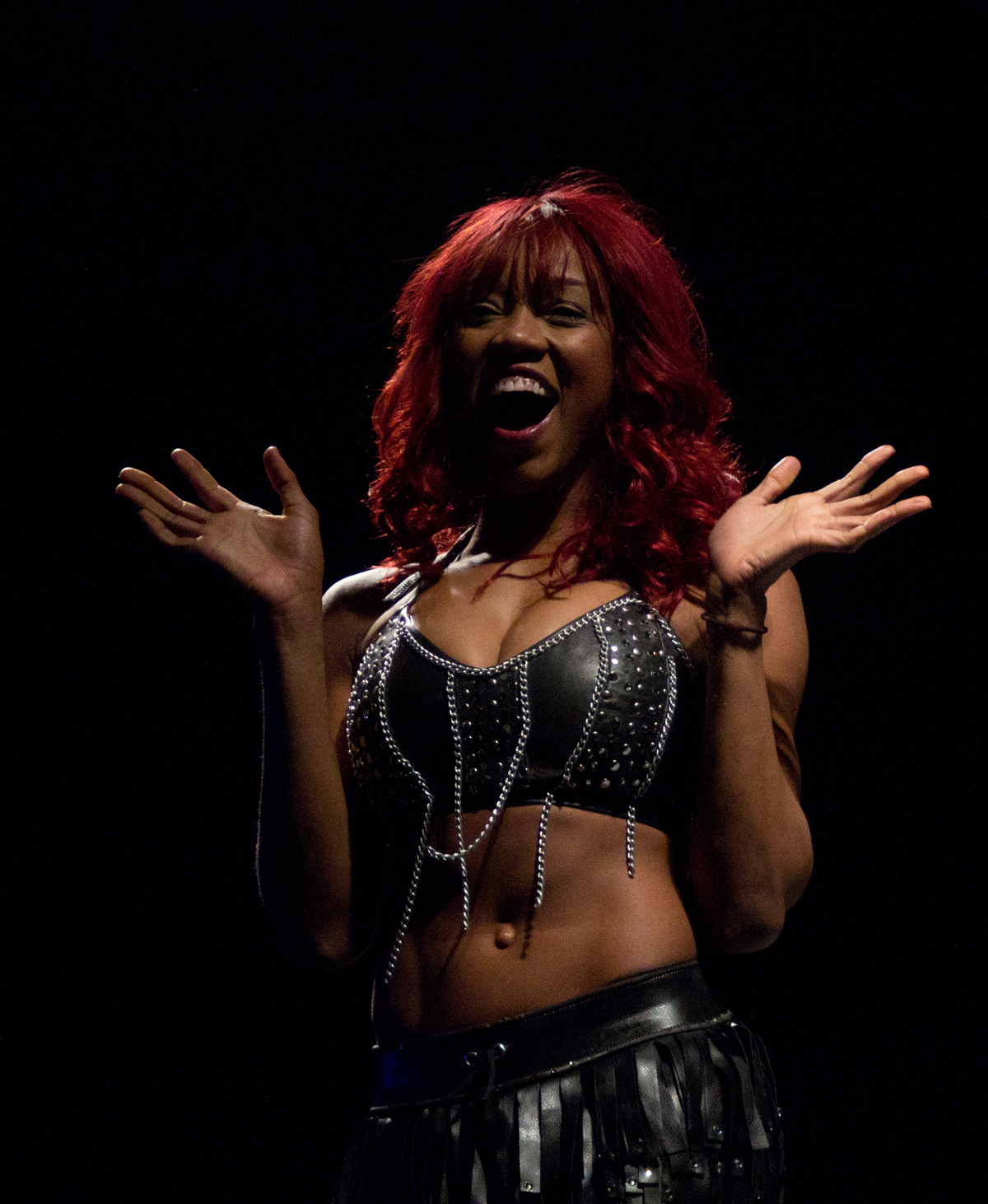
Crawford en un house show en 2012.

El 28 de febrero en Raw, participó en un battle royal por ser la contendiente #1 al Campeonato de las Divas, pero fue eliminada por Natalya. El 26 de abril de 2011 fue traspasada a Smackdown! debido al Draft Suplementario. El 6 de mayo debutó en Smackdown luchando contra Layla, saliendo derrotada. Después de esto fue atacada por Kharma, quien le aplicó un Implant Buster. El 27 de mayo, junto a Tamina, y más tarde Rosa Mendes, comenzaron un feudo con Natalya y las debutantes AJ Lee y Kaitlyn. El 1 de agosto en Raw participó en un battle royal por ser la retadora #1 al título de divas, pero fue eliminada por Eve Torres. El 16 de agosto (transmitido el 19 de agosto) en SmackDown!, junto a Natalya, fueron derrotadas por Kelly Kelly & AJ Lee. Después de la lucha Natalya atacó a Fox cambiando a face esta última. El 31 de octubre en Raw participó en un Diva Battle Royal para se contendiente #1 al Campeonato de la Divas, pero fue ganado por Eve Torres. Durante los meses siguientes tuvo varios combates junto con Kelly Kelly y Eve Torres en contra de Natalya y la Campeona de Divas Beth Phoenix, en donde Fox logró derrotar a esta última en un combate individual el 19 de diciembre en Raw.
A principios de 2012 tuvo un pequeño feudo con Maxine en NXT, teniendo varios combates individuales y ganando todos ellos. En Royal Rumble luchó en un combate junto a Kelly Kelly, Eve Torres & Tamina, siendo derrotadas por Beth Phoenix, The Bella Twins & Natalya. El 2 de mayo en el episodio de NXT, le ofreció a JTG un cambio de imagen, estableciéndose como su mánager durante un tiempo. El 8 de agosto en Smackdown!, en una lucha contra Layla, atacó la pierna lesionada de esta cambiando a Tweener. El 20 de agosto en Raw participó en un Diva Battle Royal para ser contediente #1 al Campeonato de Divas, pero fue eliminada por Tamina Snuka. Fox pasó el resto del 2012 compitiendo en combates esporádicos, generalmente sin storylines ni feudos importantes. En el pre-show de TLC participó en un Battle Royal para ser la contediente #1 al Campeonato de Divas, pero no logró ganar ya que fue eliminada por Aksana.

#### Foxsana y varios roles (2013–2015)

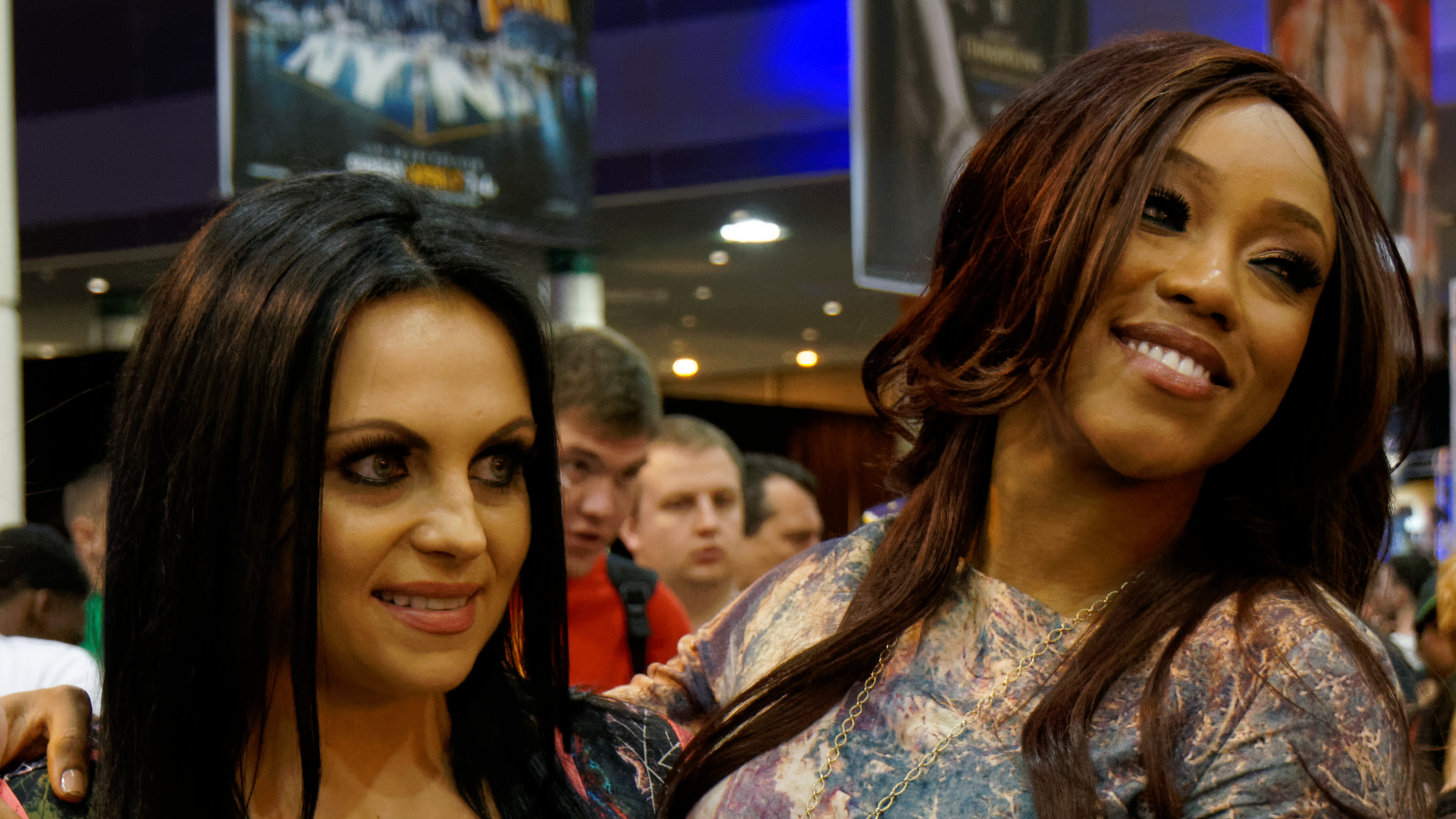
Foxsana (Aksana a la izquierda y Victoria a la derecha) en abril de 2014.

A partir de enero de 2014, Fox formó un equipo regular con Aksana, más tarde reconocido como Foxsana. Fox participó en el Divas Invitational Match en WrestleMania, que fue ganada por AJ Lee.
El 15 de abril en Main Event participó en un Divas Battle Royal por ser la contendiente #1 al Campeonato de Divas, siendo Tamina Snuka la ganadora. Luego comenzó una rivalidad con la nueva Campeona de Divas Paige, perdiendo ante ella en una serie de luchas en Raw, Main Event y Superstars. Sus derrotas provocaron una storyline en la que ella perdía el temperamento después de sus luchas, burlándose de los anunciadores del ring, los trabajadores que se hallaban en el ringside y de la multitud, destrozando el área del ringside. Fox fue finalmente capaz de derrotar a Paige en Raw el 19 de mayo en una lucha no titular, que celebró tomando la corona de Jerry Lawler. Esta victoria llevó a un combate por el título entre las dos en Payback el 1 de junio, donde Fox perdió una vez más ante Paige. Tras otra derrota ante Paige el 9 de junio, Fox atacó a su compañera de equipo Aksana, antes de derrotarla el 13 de junio en SmackDown para disolver Foxsana.
El 23 de junio en un episodio de Raw, trato de ayudar a Stephanie McMahon en su combate junto a Layla y Rosa Mendes pero en lugar de ayudarla fue aventada por Vickie Guerrero a una piscina llena de lodo durante su combate contra McMahon. Durante julio, tuvo varios combates en desventaja contra Nikki Bella, como parte del castigo de Stephanie McMahon a Nikki. En agosto tuvo un pequeño feudo con Emma en Superstars. Desde el 29 de septiembre en RAW formó una alianza con Paige y esa misma noche derrotó a AJ Lee en una lucha no titular gracias a una intervención de Paige. En Hell in a Cell trato de ayudar a Paige en su lucha pero fue abofeteada por ella. En el siguiente Raw tuvo un combate con AJ en donde de nuevo fue atacada por Paige al final de su lucha, disolviéndose su alianza ente ellas y haciendo que Fox cambiara a Face. El 31 de octubre participó en una Battle Royal para definir a la nueva contendiente por el Campeonato de Divas pero no logró ganar, siendo Nikki Bella quien ganara la lucha. En Survivor Series el Team Natalya (Alicia Fox, Natalya, Emma & Naomi) derrotaron al Team Paige (Paige, Cameron, Layla & Summer Rae) en un Divas Traditional Survivor Series Elimination Match. El 15 de diciembre en el Tribute to the Troops luchó en un Santa´s Helper Divas Battle Royal, pero fue ganada por Naomi.
El 5 de enero en Raw, Alicia Fox atacó a Naomi cambiando a heel, empezando un feudo entre ellas, Alicia enfrentaría a Naomi en diversos tipos de luchas en las que saldría como ganadora. El 13 de abril participó en un Divas Battle Royal, para determinar a la contendiente #1 por el Campeonato de Divas, siendo Paige quien ganara la lucha.

#### Team Bella (2015-2016)
El 18 de junio en SmackDown, Alicia interfirió en el combate de Paige contra Brie Bella, formando una alianza con The Bella Twins que posteriormente sería llamado Team Bella. El 13 de julio en Raw, el Team Bella se auto posicionó como las mejores de toda la división, Stephanie McMahon saldría a interrumpir para dar inicio a la conocida como  Diva's Revolution, con el debut de Charlotte, Becky Lynch y Sasha Banks, formándose Team PCB (Paige, Charlotte & Becky Lynch) y el Team B.A.D. (Naomi, Tamina & Sasha Banks). 
El 10 de agosto en Raw, se anunció que en SummerSlam se llevaría a cabo él primer Triple Threat Team Elimination Match de mujeres entre las tres facciones, en dicho evento el Team Bella logró eliminar al Team B.A.D, sin embargo, el Team PCB salió victorioso. El 31 de agosto en Raw, fue derrotada por Lynch en un combate Beat the Clock, en el que Charlotte fue la ganadora del reto. A finales de octubre, Nikki se tomó un tiempo fuera de la WWE debido a una lesión de cuello, por lo que Brie y Fox se quedaron como las únicas representantes del equipo; por lo tanto, Fox junto a Brie tuvo una serie de luchas contra las integrantes del Team B.A.D. y PCB, saliendo derrotadas la mayoría de veces.
Luego de un tiempo, en febrero Fox cambio de nuevo a face junto a Brie Bella, durante el feudo de esta con Charlotte, acompañándola en la mayoría de sus luchas. En el Kick-Off de WrestleMania 32 el Team Total Divas (Fox, Brie Bella, Paige, Natalya y Eva Marie) derrotó al Team B.A.D. & Blonde (Lana, Naomi, Tamina, Emma y Summer Rae), después de esta lucha se dio por terminada la alianza con The Bella Twins por la retirada de Brie y la lesión se Nikki, disolviéndose oficialmente el Team Bella.

#### Reina de 205 Live (2016-2017)
El 19 de julio fue enviada a Raw como parte del Draft. El 5 de septiembre en Raw, empezaría una rivalidad con Nia Jax luego de que está venciera a una amiga de Fox de manera violenta, dicho feudo las llevaría al Kick-Off de Clash of Champions, donde Alicia saldría derrotada. 
El 7 de noviembre en Raw, Fox fue anunciada como participante en el equipo de rojo para Survivor Series, en dicho evento Fox solo logró eliminar a Carmella, para posteriormente ser eliminada por Alexa Bliss, sin embargo, su equipo salió victorioso. 

Semanas después, se reveló que Alicia tenía un romance con Cedric Alexander (kayfabe) lo que daría pie a un triángulo amoroso con Noam Dar, quien reveló que quería a Fox como novia. Pronto Alicia Fox empezó a frecuentar las luchas de Alexander y de Dar, tanto en Raw como en 205 Live.

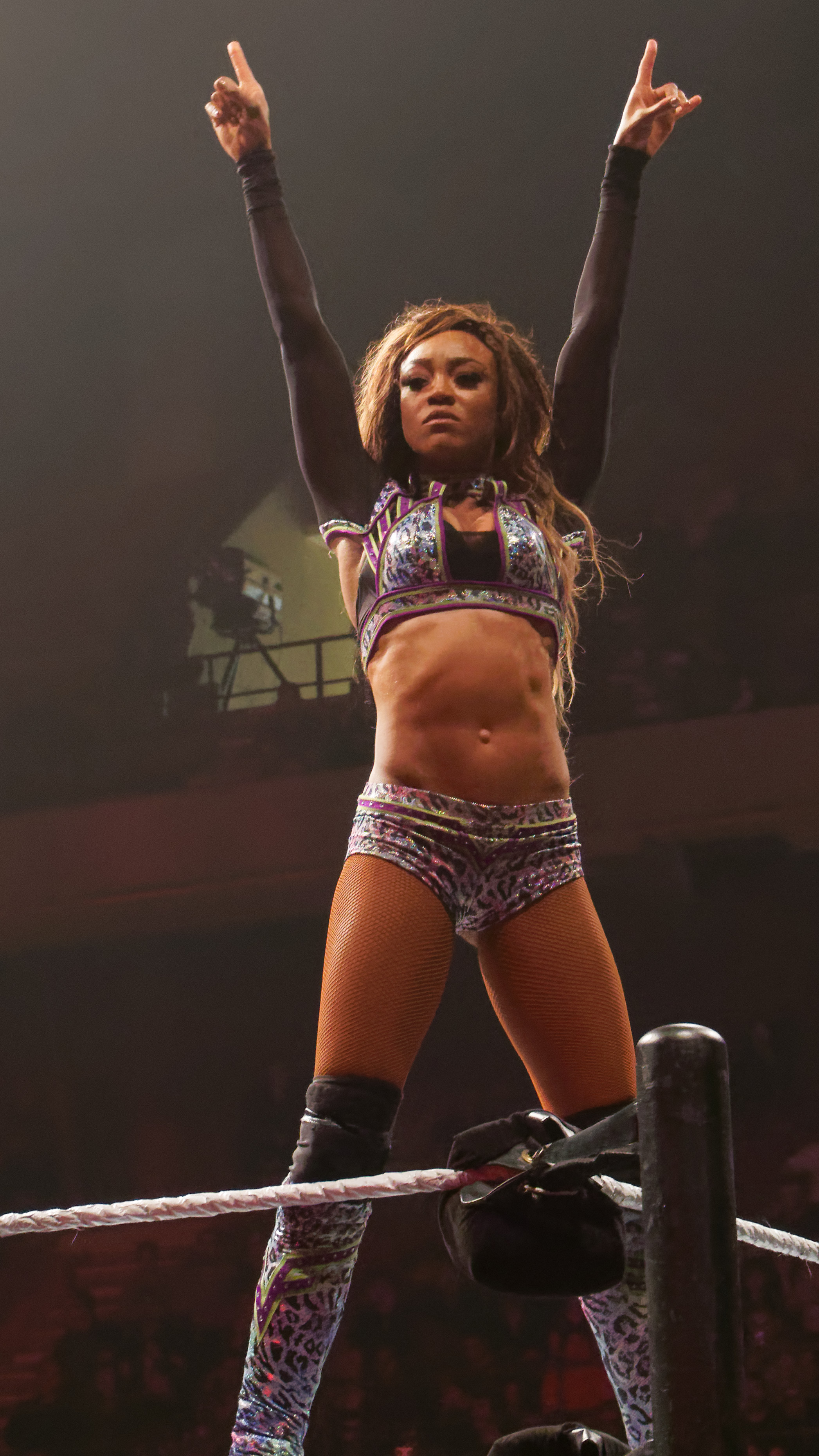
Victoria en mayo de 2017.

El 9 de enero en Raw besó a Noam Dar, solo para dejarle confundido. Esa misma semana en 205 Live Cedric Alexander terminó la relación entre ambos después de que Fox le costara un combate contra Dar, causándole un ataque de locura a esta. Alicia intento volver con Alexander en varias ocasiones, pero este la rechazo, por lo que empezó a acompañar a Noam Dar a sus combates, cambiando a heel en el proceso.
El 1 de mayo hizo equipo con Alexa Bliss, Nia Jax y Emma derrotando a Bayley, Mickie James, Dana Brooke y Sasha Banks. Durante el combate Fox y Banks se atacaron mutuamente, comenzando así un feudo que las llevó a tener tres combates seguidos en Raw, en el cual salió victoriosa una ocasión. Como Fox era acompañada por Noam Dar, el 29 de mayo Banks se asoció con Rich Swann, pactándose una lucha por equipos mixtos. En Extreme Rules fueron derrotados, después de que Swann cubriera a Dar. En el episodio del 11 de julio de 205 Live, Dar rompió su relación con Fox después de que perdiera ante Cedric Alexander.

#### Retiro y alianza con Mickie y Alexa (2017-2019)
El 23 de octubre en Raw, Alicia derrotó a Bayley y Banks para convertirse en la Capitana del Team Raw en Survivor Series, dónde su equipo derrotó al Team Smackdown en la lucha tradicional por eliminación. Tras esto, Fox cambió su gimmick al de una capitana, sin embargo, el 28 de enero, se anunció que Alicia había sufrido una lesión, lo que impidió su participación en el WWE Mixed Match Challenge y el primer Royal Rumble exclusivo de mujeres.
En el episodio del 25 de junio de Raw, Fox regresó a la televisión en un segmento tras bastidores con  Bayley. El 30 de julio en Raw, se alió con Alexa Bliss ganando una lucha individual ante Natalya, al final del encuentro, Fox y Bliss fueron atacadas por Ronda Rousey, sin embargo, Alicia logró revertir el ataque. Durante las siguientes semanas Mickie James y Fox, acompañaron a Alexa Bliss en su feudo con Rousey y Natalya, incluyendo en Hell in a Cell. El 28 de octubre en WWE Evolution enfrentó junto a Mickie James a Lita y Trish Stratus, sin embargo, serían derrotadas. Durante esos meses también acompañó a Jinder Mahal a sus combates, con quien formó equipo en el Mixed Match Challenge. El 11 de diciembre, junto a Jinder Mahal derrotó a Bayley y Apollo Crews para avanzar a las finales del Mixed Match Challenge. Sin embargo, en TLC fueron derrotados por R-Truth y Carmella. El 17 de diciembre en Raw, Fox participó en la Gauntlet Match que determinaría a la retadora de Ronda Rousey por el Campeonato femenino de Raw, sin embargo fue eliminada por Bayley.
En Royal Rumble 2019 participó en el Women's Royal Rumble Match entrando como #18, logró eliminar a Maria, pero fue eliminada por Ruby Riott. El 4 de febrero hizo equipo con Nikki Cross enfrentándose a Sasha Banks y Bayley en una lucha clasificatoria por los nuevos Campeonatos Femeninos en Parejas, pero fueron derrotadas. Tras esto, estuvo inactiva durante dos meses en rehabilitación e hizo su regreso el 22 de abril en Raw, siendo derrotada por Becky Lynch. El 29 de abril en Main Event, tuvo su último combate haciendo equipo con Tamina y siendo derrotadas por The IIconics (Peyton Royce y Billie Kay). 
El 22 de julio en Raw, Fox reapareció bajo el estatus de "leyenda" durante el especial de la Raw Reunion en un segmento en el backstage junto a Dana Brooke, Kaitlyn, Torrie Wilson y Santino Marella. El 16 de octubre, la WWE movió el perfil de Victoria Crawford (Alicia Fox) a la sección alumni confirmando que ya no formaría parte del plantel activo en la empresa; sin embargo, la misma Crawford confirmó que estaba en rehabilitación por alcoholismo y por lo tanto había decidido dejar de ser una competidora activa, haciendo sólo apariciones especiales para la empresa al estar aún bajo contrato.

#### Apariciones esporádicas y despido (2021-2023)
Fox reapareció Raw el 4 de enero de 2021 durante el especial de Raw Legends Night, en un segmento en el backstage donde Angel Garza intentaba coquetear con ella. En Royal Rumble participó en el Women's Royal Rumble Match entrando como #21, pero fue eliminada por Mandy Rose. Durante la lucha apareció R-Truth, y Fox lo cubrió, ganando así el Campeonato 24/7. Sin embargo, lo perdió minutos más tarde ante el mismo. También apareció al inicio de WrestleMania 37 junto a las demás Superestrellas para festejar el regreso del público.
El 29 de enero de 2022 en Royal Rumble participó en el Women's Royal Rumble Match entrando como #21, pero fue eliminada por Nikki Bella. En abril de 2023, Victoria (Alicia Fox) confirmó que ya no trabajaba para la empresa.

### Circuito independiente (2023–presente)
En mayo de 2023, Crawford confirmó en una entrevista que tenía la intención de regresar a la lucha libre profesional, negando los rumores de retiro. Hizo su primera aparición en la lucha libre fuera de la WWE en la promoción de Booker T, Reality of Wrestling, en el evento Summer of Champions del 15 de julio, usando el nombre de ring,Vix Crow, confrontando a Promise Braxton, quien ganó una batalla real.
Después de unas cuantas apariciones, incluidas apariciones como árbitro, Crow hizo su regreso a la lucha libre en 2024 en el evento HER de Starrcast en Ballarat, Australia, el 12 de abril, derrotando a Mickie James con un Implant Buster, marcando su primer combate individual desde 2019. Continuó compitiendo en el circuito independiente durante el verano de 2024 contra Hyan y Seleziya Sparx.

## Otros medios

### Videojuegos
| Año  | Juego                     | Notas                                                            | Marca     |
| ---- | ------------------------- | ---------------------------------------------------------------- | --------- |
| 2010 | WWE SmackDown vs Raw 2011 | Debut - como Campeona de Divas predeterminada                    | Raw       |
| 2011 | WWE'12                    | Como DLC exclusivo para Xbox 360 y PS3                           | SmackDown |
| 2012 | WWE '13                   |                                                                  | SmackDown |
| 2015 | WWE 2K16 y WWE SuperCard  | Este juego marcó su regreso luego de estar ausente dos entregas. | SmackDown |
| 2016 | WWE 2K17                  |                                                                  | Raw       |
| 2017 | WWE 2K18                  |                                                                  | Raw       |
| 2018 | WWE 2K19                  |                                                                  | Raw       |
| 2019 | WWE 2K20 y WWE Universe   |                                                                  | Raw       |

### Películas
| Año  | Película                                    | Papel      | Notas |
| ---- | ------------------------------------------- | ---------- | ----- |
| 2017 | Los Supersónicos y la WWE Robo-WrestleMania | Ella misma |       |

### Televisión
| Año           | Programa         | Papel      | Notas                                                                                     |
| ------------- | ---------------- | ---------- | ----------------------------------------------------------------------------------------- |
| 2013–presente | Total Divas      | Ella misma | Invitada (Temporada 1 y 2) Protagonista (Temporada 3–5) Recurrente (Temporada 6-presente) |
| 2013          | Cupcake Wars     | Ella misma | Jueza invitada                                                                            |
| 2015          | Dominion         | Harper     | 2 Episodios: "Heirs of Salvation" y "Mouth of the Damned"                                 |
| 2015          | WWE Tough Enough | Ella misma | Invitada (Temporada 6)                                                                    |
| 2017-presente | Total Bellas     | Ella misma | Recurrente                                                                                |

## Vida personal

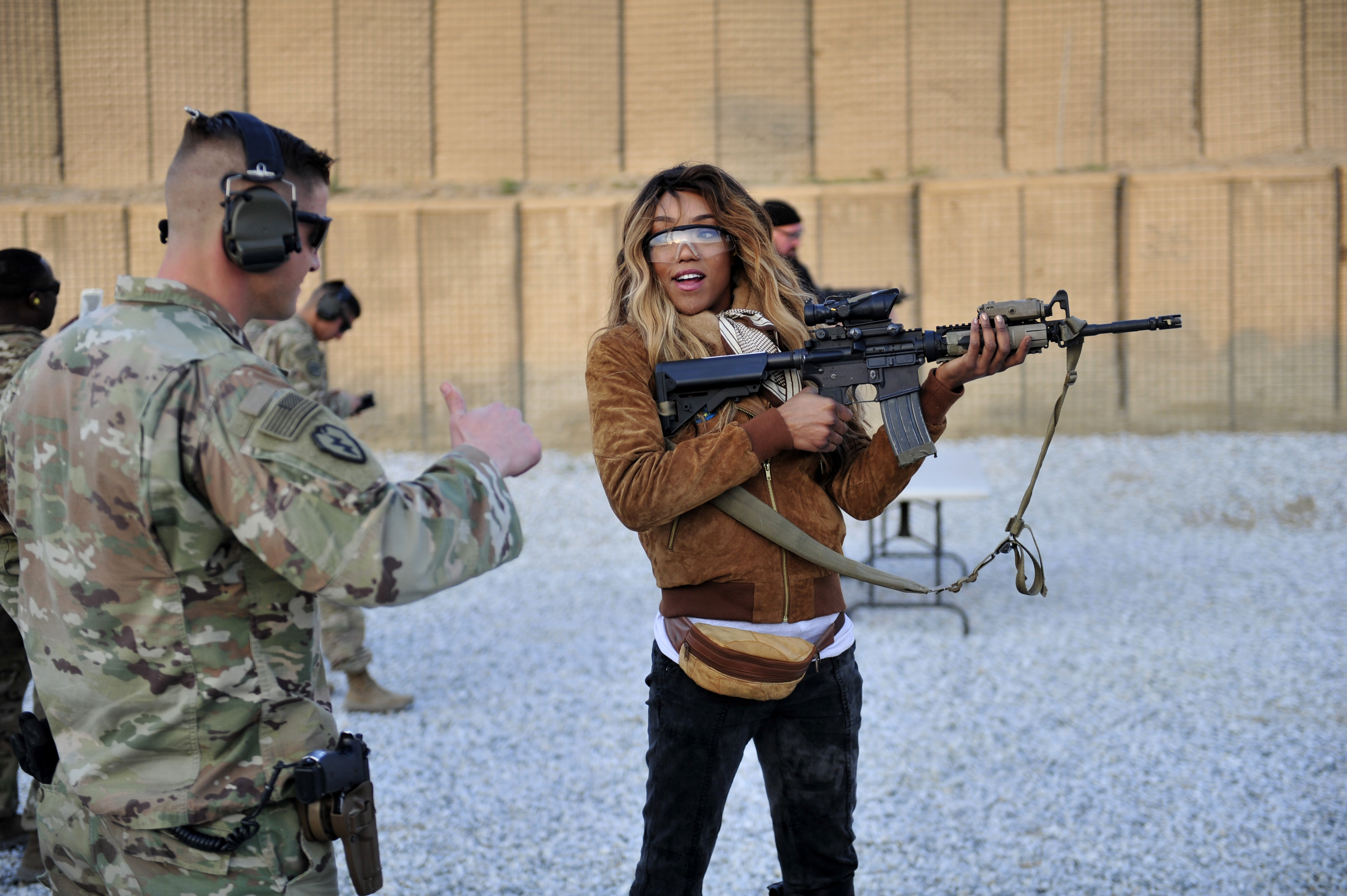
Christina, hermana de Crawford en pruebas de tiro

Crawford tiene una hermana menor llamada Christina, quien también fue una luchadora profesional bajo el nombre de Caylee Turner y que ahora es una animadora de Tampa Bay Buccaneers.
Antes de convertirse en un luchadora profesional, Crawford era modelo, y firmó con la WWE después de haber sido vista en un catálogo de moda por John Laurinaitis. En Total Divas, Crawford reveló que ella tuvo una relación con el exluchador de la WWE Bad News Barrett, También estuvo en una relación con el luchador Matt Sydal, conocido bajo el nombre de Evan Bourne en la WWE.
En 2017 en una entrevista, Victoria reveló que tuvo una niñez dura con padres alcohólicos, ella dijo : Fue difícil, recuerdo que a tan corta edad quería gritar por ayuda. Mi padre abusaba psicólogicamente de mi madre, ella me platicaba todo cuando yo tenía 5 o 6 años de edad; siempre estaba llorando a mi lado.
A mediados del 2019, varias fuentes revelarón que Crawford era alcohólica e incluso rechazó ayuda que la WWE trató de proporcionarle en diversas ocasiones, sin embargo,  a finales de ese mismo año reveló estar en rehabilitación. Estos datos surgieron a raíz del despido de Arn Anderson, quien se dice, la dejó luchar en estado inconveniente. 
En 2023, Victoria aclaró lo que ocurrió ese día en un live en su canal de Twitch,  alegando que su problema con el alcohol se hizo conocido en bastidores, al punto en el que durante la lucha fue llevada a backstage por el equipo médico para hacerle un test de sobriedad, ya que según ellos parecía estar ebria, mismo en el que Anderson no participó como encargado. En ese mismo live, la misma Crawford reveló que no era consciente de su adicción pero que al hacer retrospectiva, su tiempo en Total Divas empeoró ese problema ya que a pesar de ser un reality su vida si era así, agregando que lo que vivido en esos años también dañó su relación con excompañeros. 
La empresa por su parte no le permitió hacer publicaciones mientras estuvo en rehabilitación, y además le impusieron su retiro del ring, siendo esa la razón principal del que ya no hiciera apariciones televisadas, sin embargo, estuvo bajo contrato hasta 2023 a pesar de ya no formar parte del elenco desde 2019. Así mismo, muchos de sus compañeros tampoco mantuvieron contacto con ella, por lo que decidió revelar que las Bella Twins recibieron regalías y ella no por el logo de Team Bella (que ella misma diseñó), las hermanas, en sus palabras, no mostraron interés en darle regalias a ella; Victoria añadió que rechazó ser campeona en parejas con Nikki Cross, informándole a la directiva que estaba cansada de su vida en la compañía.

## En lucha
- Movimientos finales

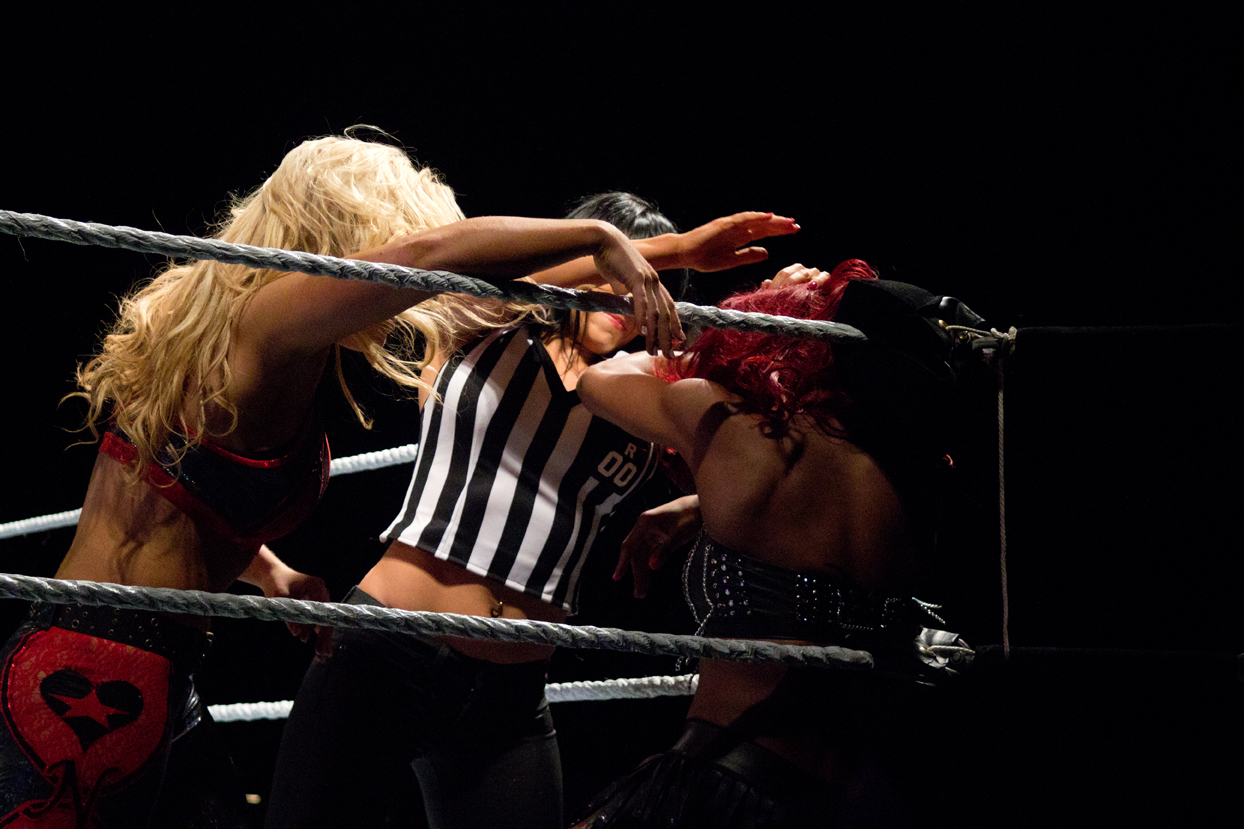
Crawford luchando contra Natalya en 2012.

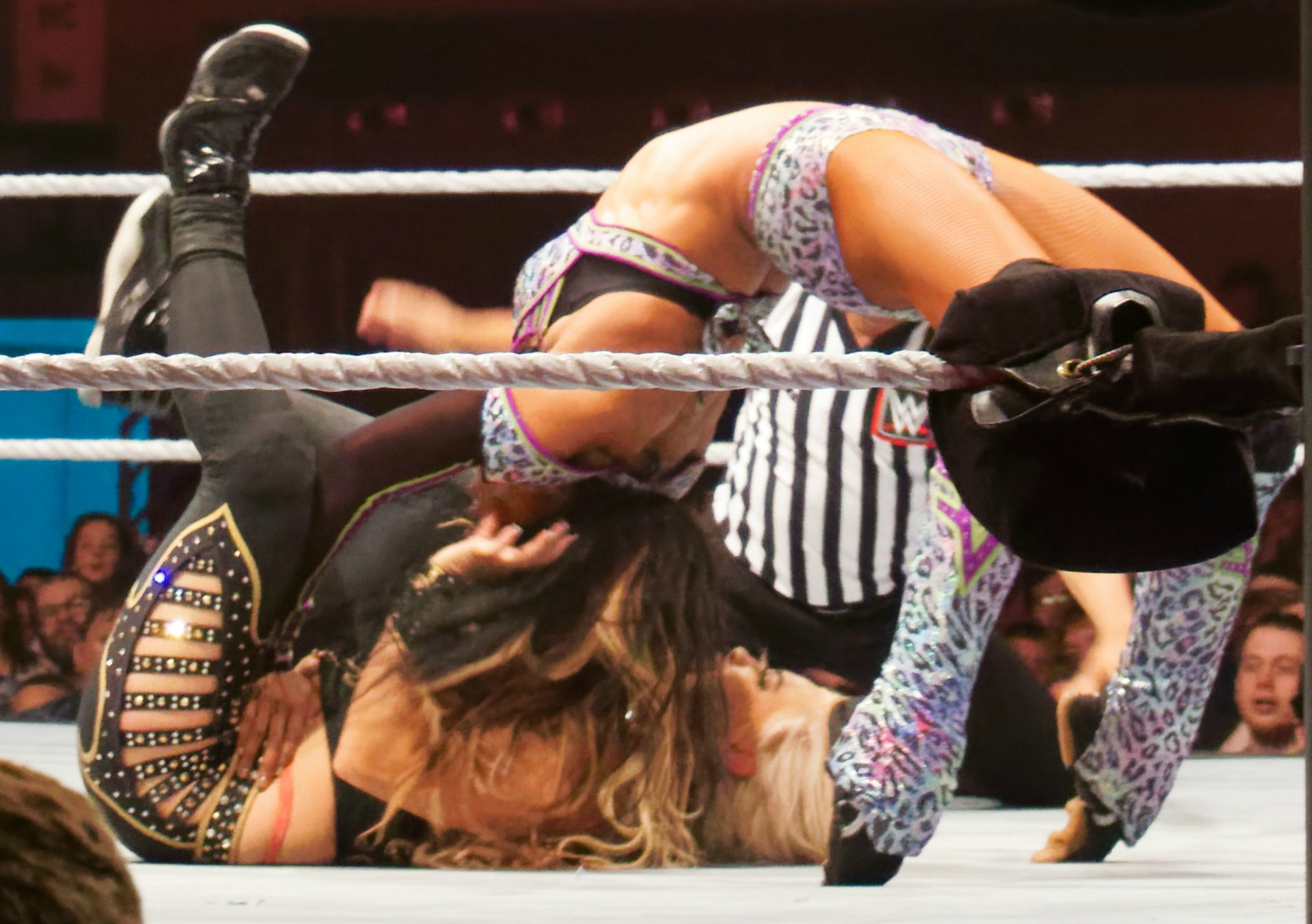
Crawford aplicando un Bridging Northern Lights suplex en Dana Brooke.

  - Foxy Buster (Modified leg drop bulldog, (a un oponente arrodillado) 2013 - 2017
  - Officer Nasty (Somersault leg drop)[44] — 2011-2012
  - Watch Yo' Face[45] (Scissors kick), a veces un oponente arrodillado o recargado en las cuerdas[46] — 2009–2018 (adoptada de Booker T).
- Movimientos de firma
  - Bridging Northern Lights suplex[47][48]
  - Canadian backbreaker rack[47][49]
  - Elevated surfboard stretch[50][51]
  - Handstand headsissors takedown, a un oponente aproximándose.[52][53][54]
  - Knee drop, a veces en secuencia, aplicados en diversas zonas del cuerpo del oponente[54][55]
  - Matrix evasion[54][56]
  - Múltiples versiones de Pin
    - Schoolgirl[54][56]
    - Small package[54][57]
    - Split-legged sunset flip

  - Reverse chinlock[58][59]
  - Single leg dropkick, a un oponente aproximándose.[56][60]
  - Single leg Boston crab, a veces transicionado en un over-the-shoulder single leg Boston crab[46][55][56]
  - Tilt-a-whirl backbreaker, a veces a un oponente aproximándose.[47][49]
- Con Nikki Bella
  - Movimientos de firma en equipo
    - Double axe handle en la zona media del oponente, a veces seguido de un legsweep (Nikki)[61][62]
    - Double suplex[61][63]
- Apodos
  - "Foxy Lady"
  - "Foxy"
  - "The Foxy Floridian"[1]
  - "The Bona-fide Diva"
  - "The Queen of 205 Live"
  - "The Foxy One"

- Luchadores dirigidos
  - Elijah Burke[2]
  - DJ Gabriel[1]
  - Michelle McCool
  - Maxine
  - Zack Ryder
  - Rosa Mendes
  - Tamina
  - Eve Torres
  - Kelly Kelly
  - JTG[64]
  - Aksana
  - Paige
  - The Bella Twins
  - Cedric Alexander
  - Noam Dar
  - Alexa Bliss
  - Jinder Mahal
- Managers
  - DJ Gabriel
  - Michelle McCool
  - Jillian Hall
  - Kelly Kelly
  - Aksana
  - Paige
  - The Bella Twins
  - Noam Dar
  - Alexa Bliss
  - Mickie James
- Temas de entrada
  - "Party On" por Jim Johnston[65] (18 de noviembre de 2008 – 30 de abril de 2009; utilizada en su alianza con DJ Gabriel)
  - "Shake Yo Tail" por Billy Lincoln (30 de abril de 2009 – 2011)
  - "Pa-Pa-Pa-Pa-Party" por Jim Johnston[66] (2011–2019)
  - "You Can Look (But You Can't Touch)" por Jim Johnston y Kim Sozzi[67] (25 de junio de 2015 – 26 de octubre de 2015; utilizada como miembro del Team Bella)
  - "Beautiful Life" por CFO$[68] (11 de enero de 2016 – 1 de febrero de 2016; utilizada como acompañante de Brie Bella)
  - "Top of the World" por CFO$ (3 de abril de 2016; utilizada como miembro del cast de Total Divas)

## Campeonatos y logros
- World Wrestling Entertainment
  - WWE Divas Championship (1 vez)
  - WWE 24/7 Championship (1 vez)
- Ohio Valley Wrestling
  - OVW Women's Championship (1 vez)
- Pro Wrestling Illustrated
  - Situada en el N.º 17 en los PWI Female 50 de 2010[69]
  - Situada en el N.º 43 en los PWI Female 50 de 2011[70]
  - Situada en el N.º 36 en los PWI Female 50 de 2012[71]
  - Situada en el N.º 35 en los PWI Female 50 de 2013[72]
  - Situada en el N.º 25 en los PWI Female 50 de 2014[73]
  - Situada en el N.º 44 en los PWI Female 50 de 2015[74]
  - Situada en el N.º 93 en el PWI Female 100 en 2018.

- Wrestling Observer Newsletter
  - Peor feudo del año (2015) – Team PCB vs. Team B.A.D. vs. Team Bella[75]
  - Peor lucha del Año (2013) con AJ Lee, Aksana, Kaitlyn, Rosa Mendes, Summer Rae & Tamina Snuka vs. Brie Bella, Nikki Bella, Cameron, Eva Marie, JoJo, Naomi & Natalya el 24 de noviembre[76]